# Steingrímur Hermannsson
Steingrímur Hermannsson (Reykjavik, 22 juni 1928 - 1 februari 2010) was een IJslands politicus voor de Progressieve Partij. Hij was de zoon van de IJslandse oud-premier Hermann Jónasson.
Steingrímur wilde aanvankelijk niet in de voetsporen van zijn vader treden en trok in 1948 naar de Verenigde Staten, waar hij in Chicago en vervolgens aan de Caltech studeerde. Nadat hij in de jaren 1960 naar IJsland was teruggekeerd, stapte hij onder druk van zijn omgeving dan toch in de politiek. In 1967 werd hij voor de Framsóknarflokkurinn (Progressieve Partij) verkozen in het Alding, het parlement van IJsland. In het woelige jaar 1979 werd hij voorzitter van zijn partij en bleef dat tot 1994.
Van 1983 tot 1987 was Steingrímur premier van IJsland, evenals van 1988 tot 1991. Daarnaast was hij ook een tijd minister van Justitie, van Landbouw, van Visserij, van Verkeer en van Buitenlandse Zaken. Tevens was hij een actief lid van Heimssýn sinds de oprichting van dit EU-kritische forum.